# Cyphocarpa kuhlweiniana
Cyphocarpa kuhlweiniana är en amarantväxtart som beskrevs av Albert Peter. Cyphocarpa kuhlweiniana ingår i släktet Cyphocarpa, och familjen amarantväxter. Utöver nominatformen finns också underarten C. k. melanacantha.